# هپویل (جورجیا)
هپویل، جورجیا (به انگلیسی: Hapeville, Georgia) یک شهر در ایالات متحده آمریکا با جمعیت ۶٬۳۷۳ نفر است که در شهرستان فولتن، جورجیا واقع شده‌است.